# Corgatha minor
Corgatha minor là một loài bướm đêm trong họ Erebidae.